# 再見溪谷
《再見溪谷》（日语：さよなら渓谷）為日本作家吉田修一的小說，《週刊新潮》（新潮社）於2007年7月26日号至同年12月27日号連載，2008年6月刊行，2013年改編為電影。

## 登場人物
尾崎 俊介
主角，在工廠工作並兼任少棒隊教練，與妻子住在桂川溪谷的水鄉社區。大學時是棒球隊成員，因性侵案件被判處有期徒刑三年，並遭到學校退學，其後進入證券公司工作，並與學長妹妹訂婚，在電影院偶遇當時的被害人後，某天突然不告而別。
尾崎 加奈子
俊介之妻，兩人同居但沒有辦理結婚登記。
立花 里美
尾崎家鄰居，因兒子死亡而受到警方懷疑。
立花 萌
2週前於桂川溪谷發現遺體，里美之子。
渡邊 一彥
里美事件的取材記者。大學時是橄欖球隊成員，曾入選國家代表隊，後因腿部受傷，選手生涯中止。
小林 杏奈
渡邊部下，幫忙蒐集那起性侵案的資料。
柳原 景子
目擊和東大學棒球隊性侵事件，案發時就在旁邊，但沒有對被害人伸出援手。
佐伯 源一
和東大学棒球隊事務局主任，受人之託協助渡邊調查。
大杉
櫻川證券上海支店支店長，尾崎的學長。
德川
里美事件搜查刑警。
赤坂 良和
俊介大学學弟，參與和東大學棒球隊性侵事件，因藥物中毒死亡。
藤本 尚人
俊介大学學弟，參與和東大學棒球隊性侵事件，家境良好，已婚並育有一女。
青柳 亨
夏美的前夫，對其暴力相向。
水谷 夏美
和東大學棒球隊性侵事件被害者，當時高二，案發後轉學。大學畢業後任職於保險公司，因性侵案在公司傳開而辭職，其後進入租賃公司工作並結婚，婚後數度因傷住院。某日失蹤。
詩織
一彥的妻子，和他感情不好。

## 書籍情報
- 單行本：新潮社、2008年6月20日發行、ISBN 978-4-10-462804-9
- 文庫：新潮文庫、2010年12月1日發行、ISBN 978-4-10-128754-6、解說：柳町光男[3]
- 中文版：麥田、2010年11月發行、ISBN 978-986-120-361-4、劉姿君譯

## 電影
演員
- 尾崎加奈子：真木陽子
- 尾崎俊介：大西信滿
- 渡邊一彥：大森南朋
- 小林杏奈：鈴木杏
- 立花里美：藥袋泉
- 詩織：鶴田真由
- 青柳亨：井浦新
- 藤本尚人：新井浩文
- 德川：木下鳳華
- 年輕警察：三浦誠己
- 夏美的母親：木野花
- 池內萬作

製作人員
- 導演：大森立嗣
- 腳本：高田亮、大森立嗣
- 音樂：平本正宏
- 攝影：大塚亮
- 錄音：吉田憲義
- 美術：黑川通利
- 片尾曲：真木陽子〈幸先坂〉

## 獎項
- 第35回莫斯科影展 審査員特別賞
- 第5回TAMA電影獎（日语：TAMA CINEMA FORUM）[4][5]
  - 最優秀作品賞
  - 最優秀女優賞（真木陽子）
- 第38回報知電影獎 主演女優賞（真木陽子）[6]
- 第37回山路文子電影獎 女優賞（真木陽子）[7]
- 第35回橫濱電影節
  - 日本電影Best 10第6位[8]
  - 主演女優賞（真木陽子）[9]
- 第26回日刊體育電影大賞 主演女優賞（真木陽子）[10]
- 2013年第87回電影旬報十佳獎
  - 日本電影Best 10第8位
  - 主演女優賞（真木陽子）
- 第37回日本電影金像獎 最優秀主演女優賞（真木陽子）[11]
- 第56回藍絲帶電影獎 導演賞（大森立嗣）[12]
- 第23回東京體育報電影大賞 主演女優賞（真木陽子）

## 外部連結
- 再見溪谷 | 原子映象有限公司
- 電影《再見溪谷》官方網站 （页面存档备份，存于）（日語）